# Veli-Matti Kärkkäinen
Veli-Matti Kärkkäinen (* 9. Juni 1958 in Kiuruvesi, Nordsavo) ist ein finnischer Erziehungswissenschaftler, pfingstlicher Pastor, evangelischer Theologe, seit 2003 Professor für Systematische Theologie am evangelikalen Fuller Theological Seminary in Pasadena bei Los Angeles, Kalifornien und Dozent für ökumenische Studien an der Universität Helsinki. Er ist ein anerkannter Experte für die weltweite Pfingstbewegung und Charismatische Bewegung, und seit dem Jahr 2002 ist er Verfasser von theologischer Fachliteratur in englischer Sprache zu den Themen Ekklesiologie, Pneumatologie und Christologie.

## Leben
Als zweites Kind von Toivo und Aino Kärkkäinen wuchs Veli-Matti Kärkkäinen in einer lutherischen Familie auf. Als er ein Jugendlicher war, fand die Familie ihre spirituelle Heimat in einer kleinen Pfingstkirche, aber ohne ihre Verbindung mit dem Luthertum aufzugeben, so dass sich Kärkkäinen als „hybriden Christen“ oder „Lutherocostal“ (aus „Lutheran“ und „pentecostal“) bezeichnet.
Kärkkäinen studierte Erziehungswissenschaften an der Universität Jyväskylä und war dort wissenschaftlicher Mitarbeiter, seit 1983 Dozent an der Fakultät für Erziehungswissenschaften. Ein Theologiestudium am Fuller Theological Seminary in Pasadena schloss er an. Währenddessen war er Pastor einer kleinen evangelikalen Gemeinde, der Finnish Christian Fellowship in Los Angeles. Nach Abschluss seiner Studien kehrte Kärkkäinen mit Familie nach Finnland zurück. 1989 wurde er zum Pastor der Full Gospel Churches in Finnland ordiniert, einer klassischen Pfingstkirche. Von 1991 bis 1994 unterrichtete er am Full Gospel Bible College in Bangkok und von 1994 bis 2000 war er Direktor und Professor am Full Gospel IsoKirja College im finnischen Keuruu. An der Universität Helsinki promovierte er 1998 im Fach Ökumenische Theologie und Dogmatik mit einer Arbeit über die ökumenischen Kontakte der Pfingstbewegung und der römisch-katholischen Kirche. 1999 folgte seine Habilitationsschrift zum gleichen Thema.
Kärkkäinen wurde im Jahr 2000 Associate Professor für Systematische Theologie, und drei Jahre später erhielt er einen Lehrstuhl für Systematische Theologie am Fuller Theological Seminary; zugleich ist er Dozent für Ökumenestudien an der Universität Helsinki.
Kärkkäinen, der seit dem Jahr 2002 über dreißig theologische Fachbücher veröffentlicht hat, nahm an mehreren Arbeitsgruppen des Ökumenischen Rats der Kirchen teil sowie an vielen theologischen, missionswissenschaftlichen und interreligiösen internationalen Begegnungen, darunter Edinburgh 2010 und der Konferenz für Weltmission und Evangelisierung des Ökumenischen Rates der Kirchen (ÖRK), die 2005 in Athen stattfand. Im Dezember 2015 nahm er an Gesprächen zwischen Pfingstlern und Reformierten im türkischen Antalya zum Thema Mission und Heil – den Bedürfnissen der Welt dienen teil, wo er auch ein Hauptreferat hielt.
Kärkkäinen leistete namhafte wissenschaftliche Beiträge zur interdisziplinären Erforschung der Pneumatologie, die im Jahr 2004 von der Templeton Stiftung unterstützt wurde. Zusammen mit dem Calvin College verfolgte er 2005 bis 2009 das Projekt der religiösen Pluralität. 2006 bis 2009 war er Teil eines internationalen Forschungsprogramms der University of Southern California und der Templeton Foundation. Ein weiteres interdisziplinäres Programm, zu Neurowissenschaft und Seele, an dem er beteiligt war, wurde von der Biola University in La Mirada in den Jahren 2012 bis 2013 organisiert. Am Programm SATURN (Scientific and Theological Understanding of Randomness in Nature), das vom Zentrum für Theologie und Naturwissenschaften (GTU) in Berkeley 2014 bis 2018 durchgeführt wurde, war er ebenfalls beteiligt.
Seit 2015 ist Kärkkäinen ordinierter Pfarrer der Evangelisch-Lutherischen Kirche in Amerika.

## Theologische Lehre
Kärkkäinen gilt als umsichtiger Vermittler zwischen den verschiedenen christlichen Konfessionen und Milieus, zudem bringt er sein vielfältiges Wissen, seine Kenntnisse und seine Erfahrungen aus dem pfingstlichen, lutherischen und aus dem säkularen Umfeld in die Forschung, die Lehre und den Dialog mit ein. Zentrale christliche Wahrheit ist für ihn die leibliche Auferstehung von Jesus Christus, die in die Geschichte, in verschiedene Kulturen und unterschiedlichen christlichen Traditionen hineingewirkt habe. Die Theologie des deutschen Lutheraners Wolfhart Pannenberg hat ihn am stärksten beeindruckt und geprägt. Er plädiert für eine konstruktive Theologie (englisch: constructive theology), die sich der Säkularisierung, dem Pluralismus und der Globalisierung stelle. Naturwissenschaften könnten keine Sinnfrage lösen und einen Gottesglauben weder verwerfen noch begründen. Wenn Kirche heute ihre Mission erfüllen wolle (Church as Mission), müsse sie kohärent, inklusiv, dialogbereit und einladend sein, ohne Wahrheit und Glauben aufzugeben. Sie zeige sich vorwiegend in zwei Ausformungen, den sakramentalen-liturgischen Feiern und charismatisch−diakonischen Diensten (sacramental-liturgical Celebration and charismatric-diaconal Ministry). Da Christen auf eine Vollendung der Schöpfung Gottes warten, was als Eschatologie bezeichnet wird, sei das ganze Evangelium in Vollmacht zu leben und weiterzugeben.

## Schriften (Auswahl)
- An Introduction to Ecclesiology: Ecumenical, Historical & Global Perspectives, IVP Academic, Westmont 2002, ISBN 978-0-8308-2688-9. Erweiterte Neuauflage: An Introduction to Ecclesiology: Historical, Global, and Interreligious Perspectives, IVP Academic, Westmont 2021, ISBN 978-0-8308-4189-9.
- Pneumatology: The Holy Spirit in Ecumenical, International, and Contextual Perspective, Baker Academic, Grand Rapids 2002, ISBN 0-8010-2448-X; Neuauflage: 2018, ISBN 978-0-8010-9946-5.
- An Introduction to the Theology of Religions: Biblical, Historical & Contemporary Perspectives, IVP Academic, Westmont 2003, ISBN 0-8308-2572-X.
- Christology: A Global Introduction, Baker Academic, Grand Rapids 2003, ISBN 0-8010-2621-0; Neuauflage 2016, ISBN 978-0-8010-3088-8.
- One with God: Salvation as Deification and Justification, Liturgical Press, 2004, ISBN 978-0-8146-2971-0.
- Trinity and Religious Pluralism: The Doctrine of the Trinity in Christian Theology of Religions, Routledge, 2004, ISBN 978-0-7546-3646-5.
- The Trinity: Global Perspectives, Westminster John Knox Press, Louisville 2007, ISBN 978-0-664-22890-3.
- mit William A. Dyrness, Simon Chan und Juan Martinez: Global Dictionary of Theology: A Resource for the Worldwide Church, IVP Academic, Westmont 2008, ISBN 978-0-8308-2454-0.
- The Spirit in the World: Emerging Pentecostal Theologies in Global Contexts, William B. Eerdmans Publishing Company, Grand Rapids 2009, ISBN 978-0-8028-6281-5.
- The Holy Spirit: A Guide to Christian Theology, Westminster John Knox Press, Louisville 2012, ISBN 978-0-664-23593-2.
- Constructive Christian Theology for the Pluralistic World, 5 Bände, William B. Eerdmans Publishing Company, Grand Rapids 2013–2017.
  - Volume 1: Christ and Reconciliation, 2013, ISBN 978-0-8028-6853-4.
  - Volume 2: Trinity and Revelation, 2014, ISBN 978-0-8028-6854-1.
  - Volume 3: Creation and Humanity, 2015, ISBN 978-0-8028-6855-8.
  - Volume 4: Spirit and Salvation, 2016, ISBN 978-1-4674-4530-6.
  - Volume 5: Hope and Community, 2017, ISBN 978-0-8028-6857-2.
- Christian Understandings of the Trinity: The Historical Trajectory, Fortress Press, Minneapolis 2017, ISBN 978-1-4514-7995-9.
- Doctrine of God, Baker Academic, Grand Rapids 2017, ISBN 978-0-8010-9857-4.
- Christian Theology in the Pluralistic World: A Global Introduction, Eerdmans, Grand Rapids 2019, ISBN 978-0-8028-7465-8.
- Doing the Work of Comparative Theology: A Primer for Christians, Eerdmans, Grand Rapids 2020, ISBN 978-0-8028-7466-5.
- The End of All Things Is at Hand: A Christian Eschatology in Conversation with Science and Islam, Cascade Books, 2022.
- I Believe. Help My Unbelief!: Christian Beliefs for a Religiously Pluralistic and Secular World, Cascade Books, 2024, ISBN 978-1-72527-667-3.